# Solomon Wolf Zweigenhaft

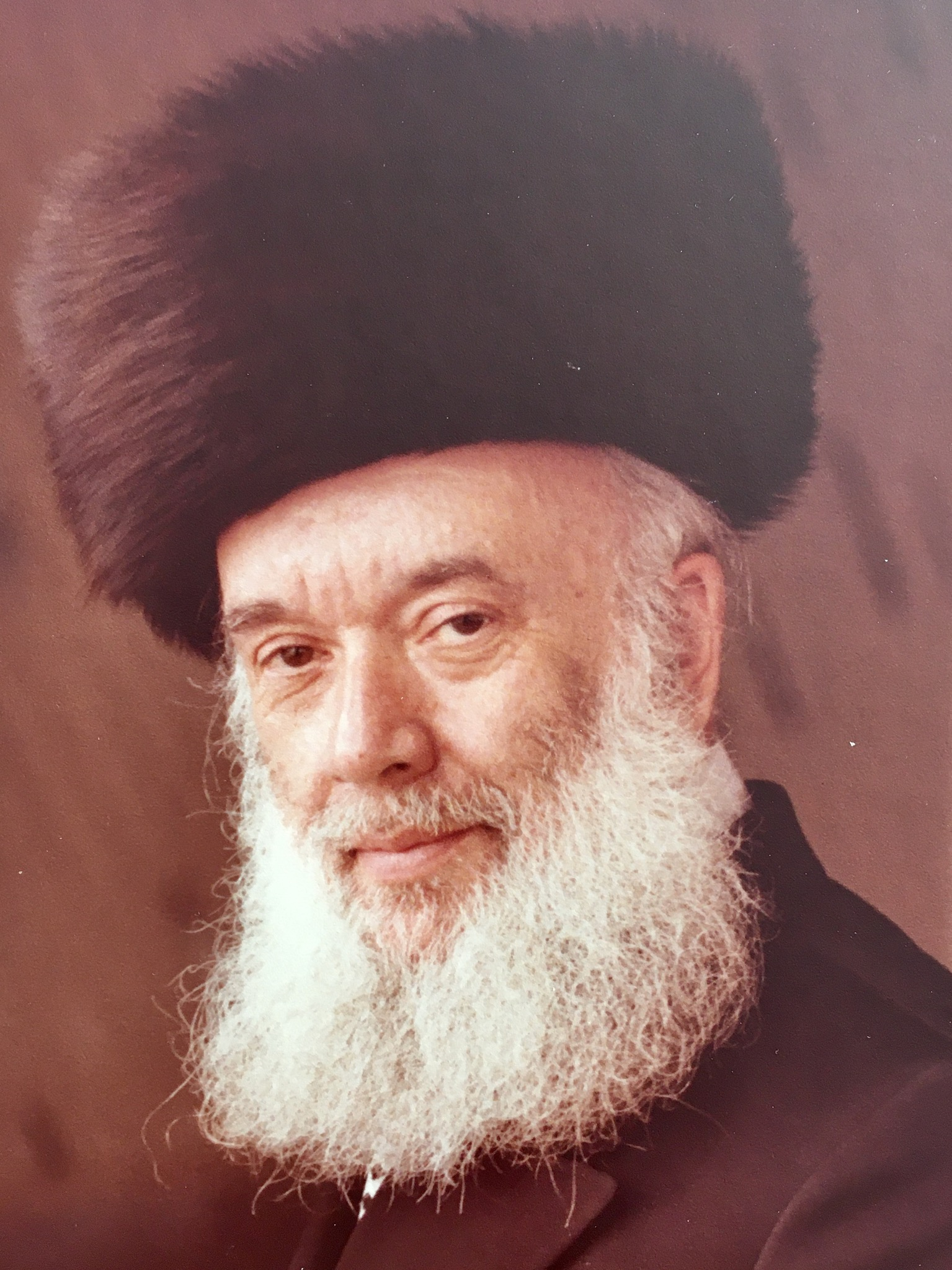
Zweigenhaft, 1977

Rabbiner Solomon Wolf (Shlomo Zev) Zweigenhaft (heb: הרב שלמה זאב צווייגענהאפט); (* 1915 in Sosnowiec, Polen; gest. 2. August 2005 in New York City) war vor dem Holocaust Rosh Hashochtim (der Führer aller koscheren Schächter) aus Polen. Nach dem Holocaust war er Oberrabbiner von Hannover und Niedersachsen. Nach seiner Auswanderung in die USA war er ein „Rav Hamachshir“ (der Rabbiner, der die Hechscher gibt) und weltbekannt für sein Fachwissen in allen Fragen im Zusammenhang mit Shechita. Er wurde als „führende Autorität für Shechita“ bezeichnet.

## Biografie

### Kindheit und Ausbildung
Solomon Wolf Zweigenhafts Mutter Michla war die Tochter von Rabbiner Meir Dovid Reinhertz, dem Sohn des Rabbiners von Janow und einem Enkel des Rabbiners von Przedbórz. Zweigenhafts Vater war Rabbiner Moshe Chaim, Shochet und Schüler von Oberrabbiner Avrohom Bornsztain. Im Alter von zwei Jahren wurde er Waise und von seinem Großvater väterlicherseits, dem Rabbiner Efraim Mordechai Mottel Zweigenhaft, aufgezogen.
Zweigenhaft wurde bis zum Alter von 12 Jahren an einem Radomsker Cheder in Sosnowiec unterrichtet und war danach für zwei Jahre Schüler von Rabbiner Dov Berish Einhorn in Mstów. Im Alter von 14 Jahren hatte er die Gemara des gesamten Massekhtot von Svachim und Menachot mit den Kommentaren von Raschi und Tosafot auswendig gelernt. Anschließend kehrte er nach Sosnowiec zurück, wo er Schüler von Rabbiner David Moshe Rabinowicz im exklusiven Kibbuz Govoha Jeschiwa war. Mit 16 Jahren begann er das Studium bei Rabbiner Aryeh Tzvi Frumer (später Dekan von Chachmei Lublin Jeschiwa) und erhielt zwei Jahre später von Rabbiner Frumer eine Semicha.

### Rosh Hashochtimaus Polen
Zweigenhaft entstammte einer Familie von Shochtim, sein Vater, Großvater und Urgroßvater waren Shochtim. Als kleiner Junge war er in die alte masorah (Weitergabe jüdischer Tradition) von Shechita von seiner Familie eingeweiht worden. Als er 14 Jahre alt war und noch in Mstów studierte, stießen die Shochtim der Stadt auf eine halachische Schwierigkeit und baten Rabbi Dov Berish Einhorn um Hilfe. Rabbiner Einhorn bat Rabbiner Zweigenhaft, ihn auf seinem Weg zum Schlachthof zu begleiten. Als sie ankamen, begann Einhorn über das Problem nachzudenken, das ihm die shochtim stellten. Rabbiner Zweigenhaft hob dann geschickt den chalef (messer) auf und demonstrierte, wie man die Schechitah durchführt. Rabbiner Einhorn war so beeindruckt, dass er fortan nur noch Fleisch essen würde, wenn es trotz seiner Jugend von Zweigenhaft geschlachtet würde. Kurz darauf erzählte Rabbiner Einhorn Rabbiner Yitzchok Mordechai Rabinowicz (Oberrabbiner von Polavno) stolz von Rabbi Zweigenhaft. Rabbiner Rabinowicz bat Rabbiner Einhorn, Zweigenhaft zu ihm zu schicken, und unterrichtete dann die Masora von Shechita. Mit 20 Jahren war er der Shochet vieler Städte in Polen, darunter Radomsko, Polavno, Mstów, Wolfram, Elkish, Tchebin und der Rosh Hashochtim der großen jüdischen Gemeinde Sosnowiec. Mitte der 1930er Jahre wurde Zweigenhaft zu einem der sieben Mitglieder des Vaad Roshei Hashochtim in Polen und Litauen ernannt. Als jüngster der sieben Roshei Hashochtim aus Polen und Litauen wurde er beauftragt, tausende von Shochtim in ganz Polen zu beaufsichtigen. 1936 wurde im Sejm eine Gesetzesvorlage eingeführt, die die Shechita verbot. Zweigenhaft wurde ausgewählt, den Mitgliedern des Sejm zu demonstrieren, dass Shechita eine schnelle humane Form der Tierschlachtung war. Die Demonstration zusammen mit einer intensiven Lobbyarbeit war teilweise erfolgreich und anstatt Shechita vollständig zu verbieten, erlaubte der Sejm, die Praxis eingeschränkt fortzusetzen.

### In Deutschland
Zweigenhaft überlebte den Holocaust und wurde am 11. April 1945 in Bergen-Belsen befreit. Zweigenhaft holte einen Chalef (Messer) aus einem Museum in Hamburg und führte am 21. August 1945 die erste Schechitah auf deutschem Boden durch, seit sie von den Nazis verboten worden war. Danach ernannte der Religiöse Notfallrat des britischen Weltreichs Zweigenhaft zum Rosh Hashochtim der britischen Besatzungszone.

### Rav Hamachshirvon DP-Camp Belsen
Am 7. November 1945 richtete der Religiöse Notfallrat des britischen Oberrabbiners in Celle zwei riesige Küchen ein, um den tausenden jüdischen Überlebenden, die im nahe gelegenen DP-Camp Belsen lebten, koscheres Essen zu liefern, und ernannte Zweigenhaft zum Rav Hamachshir von DP-Camp Belsen.

### Vaad Harabonimin der britischen Zone und Rabbiner verschiedener Gemeinschaften
Zweigenhaft wurde zum Rabbiner des Vaad Harabonim der britischen Besatzungszone ernannt. Da er ständig unterwegs war, um Shechita zu beaufsichtigen und Vorkehrungen zu treffen, wurde er vom Vaad beauftragt, als Rabbiner zahlreiche kleinere jüdische Gemeinden in der britischen Besatzungszone zu bedienen, die keinen eigenen Rabbiner hatten.

### Oberrabbiner von Hannover und Niedersachsen
In den Monaten nach der Befreiung aus dem KZ Bergen-Belsen verließen Überlebende nach und nach das Lager und ließen sich in zahlreichen Städten in der gesamten britischen Besatzungszone nieder. Als die junge Gemeinschaft jüdischer Überlebender in Hannover groß genug wurde, um ihren eigenen Rabbiner zu rechtfertigen, empfahl Zweigenhaft dem Religiösen Notfallrat des Britischen Oberrabbiners, seinen Freund und zukünftigen Schwager Rabbiner Chaim Pinchas Lubinsky für diese Position vorzuschlagen. Im Januar 1946 wurde Lubinsky zum Oberrabbiner von Hannover ernannt. Die Gemeinde wuchs weiter, und zusätzliche rabbinische Führung war erforderlich. In einigen seltenen Fällen berief der Vaad Harabonim der britischen Zone unter der Führung von Rabbiner Joel Halpern in Hannover einen Beth Din ein, der aus verschiedenen Mitgliedern des Vaad bestand, darunter Rabbiner Lubinsky und Rabbiner Israel Mosche Olewski, der Oberrabbiner von Celle, sowie Zweigenhaft. Es war jedoch eine dauerhaftere Lösung erforderlich, und die Gemeinde wandte sich an Rabbi Zweigenhaft, um der zweite Rabbi ihrer Stadt zu sein. 1949 endete die britische Besetzung Nordwestdeutschlands, und der Religiöse Notfallrat des britischen Oberrabbiners und seine Beauftragten mussten ihre Arbeit in Deutschland abschließen. Die neu unabhängige jüdische Gemeinde in Hannover wählte dann Zweigenhaft als einzigen Rabbiner der Stadt. Danach ernannten viele kleinere jüdische Gemeinden in Niedersachsen ihn ebenfalls zu ihrem Rabbiner, und er wurde Oberrabbiner von Hannover und Niedersachsen.

### Führer von Agudath Israel in der britischen Besatzungszone
Zweigenhaft war zusammen mit Rabbiner Israel Mosche Olewski und Efraim Londoner Führer von Agudath Israel aus der britischen Besatzungszone. Er engagierte sich für die geistigen und körperlichen Bedürfnisse der Juden in der Zone. 1947 versorgte er die ehemaligen Passagiere des Schiffs Exodus in Hamburg mit der notwendigen Versorgung, bevor sie von Bord gingen.

### Rav Hamachshir in Amerika
1952 wanderte Zweigenhaft nach Amerika aus und wurde von Rabbiner Eliezer Silver eingeladen, als Rosh Hashochtim der beiden koscheren Schlachthäuser in Cincinnati (Ohio) zu fungieren. 1953 zog er nach New York, wo er von den niedrigen Kashrus- standards von Shechita schockiert war und sich für Verbesserungen einsetzte. Mit der Zeit wurde er der Rav Hamachshir mehrerer koscherer Schlachthöfe. Als Rav Hamachsir war er wählerisch in den Shochtim, die er anstellte, und die er sorgfältig schulte. Er leitete Reformen ein, die in den USA bisher unbekannt waren. Fleisch, das von Rabbi Zweigenhaft als koscher zertifiziert wurde, galt als Goldstandard für Kashrus. Viele Rabbiner aßen kein Fleisch, das von ihm nicht zertifiziert war. Viele Reformen von ihm bürgerten sich ein und führten zu einer allgemeinen Verbesserung der Shechita in den USA. Die Orthodox Union zertifiziert bestimmte Wachtelarten als koscher, basierend auf der Masora von Zweigenhaft.
Zweigenhaft galt als Autorität in allen Fragen im Zusammenhang mit Shechita. Er hielt international an vielen Orten Vorträge über Shechita. Im Laufe der Jahre bildete Zweigenhaft Hunderte von Shochtim aus, die sein Erbe weiterführen.
Zweigenhaft wurde auf dem Ölberg in Jerusalem beigesetzt.